# جنگ کالکا

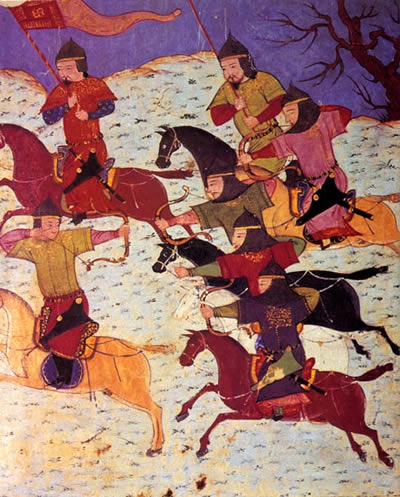
لشکر نوروز احمد شیبانی. جامی التواریخ، رشیدالدین.

نبرد رود کالکا نبردی بود بین سپاهیان مغول از یک سو و سپاهیان قپچاق و روس از سوی دیگر کنار رود کالکا که به شکست روس‌ها انجامید.
تنها دلیلی که برای شکست روس‌ها می توان ذکر کرد: تفرقه بیش از حد کنیازهای روس است.